# Przemysł I van Groot-Polen
Przemysł I van Groot-Polen (Trebnitz, 5 juni 1220 of 4 juni 1221 - Posen, 4 juni 1257) was vanaf 1239 hertog van Groot-Polen. Hij behoorde tot de Groot-Poolse tak van het huis Piasten.

## Levensloop
Hij was de oudste zoon van hertog Wladislaus Odonic van Groot-Polen en diens gemalin Hedwig. Tot op vandaag is er tussen historici discussie over de afkomst van Hedwig. Volgens sommigen is ze afkomstig uit Pommeren, terwijl anderen zeggen dat ze afkomstig is uit Bohemen of uit het graafschap Andechs.
Vanaf 1232 werd Przemysl I op oorkonden met zijn vader verwant. Nadat zijn vader in 1239 overleed, nam Przemysl I de regering van het hertogdom Groot-Polen op zich. In 1241 benoemde Przemysl zijn jongere broer Boleslaw de Vrome tot mederegent. 
Nadat groothertog Hendrik II van Polen in 1241 bij de Slag bij Liegnitz tegen het Mongoolse Rijk sneuvelde, slaagde Przemysl erin om de vroegere Groot-Poolse gebieden rond de steden Posen en Gnesen terug te winnen. Daarna maakte Przemysl I zich ook op om het deel van Groot-Polen te veroveren dat nog steeds geregeerd werd door de Silezische tak van het huis Piasten. Om zijn macht te bevestigen werkte Przemysl nauw samen met de katholieke kerk, voornamelijk met de bisschoppen van Posen.
In 1247 brak er een conflict uit tussen Przemysl en zijn broer Boleslaw de Vrome, waarna de broers beslisten om hun gebied onder elkaar te verdelen. Omdat Boleslaw het echter niet eens was met deze verdeling, kwam het al snel terug tot ruzie en Boleslaw werd zelfs gevangengezet. Uiteindelijk gaf Przemysl Boleslaw pas in 1253 de gebieden rond de steden Gnesen en Kalisz, waarbij Boleslaw moest erkennen dat Przemysl in verband met buitenlandse aangelegenheden Groot-Polen mocht blijven vertegenwoordigen. 
Op buitenlands vlak kreeg Przemysl I te kampen met de expansiedrang van het naburige markgraafschap Brandenburg. Brandenburg deed zelfs militaire invallen in Groot-Polen: in 1247 was dit het geval in Santok, in 1251 in Bentschen en in 1252 in Driesen. Przemysl slaagde erin om al deze pogingen tegen te houden, maar toch bleven de spanningen tussen Brandenburg en Groot-Polen aanhouden. Om het conflict via diplomatie te laten ophouden, huwelijkte Przemysl zijn oudste dochter Constance uit aan Koenraad, de zoon van markgraaf Johan I van Brandenburg. Het huwelijk vond plaats in 1260, toen Przemysl al enkele jaren was overleden. Het huwelijk veroorzaakte echter nieuwe conflictstof, omdat het markgraafschap Brandenburg op deze manier aanspraak kon maken op enkele delen van Groot-Polen. 
Vanaf 1249 liet Przemysl I in Posen een slot bouwen, dat door zijn nakomelingen voorgesteld werd als het koningsslot van Posen. In 1254 nam hij deel aan de vergadering van de Poolse hertogen in Krakau en ook was hij betrokken bij de heiligverklaring van bisschop Stanislaus van Krakau. 
In 1255 veroverde hertog Mestwin II van Pommeren het gebied rond de stad Nakło. Nadat Przemysl I er niet in slaagde om het gebied te heroveren, slaagde hij er wel in om het gebied met een som van 500 zilvermunten terug te kopen. In 1257 overleed hij, waarna zijn lichaam naar Krakau werd overgebracht. Przemysl I werd begraven in de Wawelkathedraal.

## Huwelijk en nakomelingen
Przemysl I huwde met Elisabeth, een dochter van groothertog Hendrik II van Polen, eveneens hertog van Silezië. Ze kregen volgende kinderen:
- Constance (circa 1245/1246 - 1281), huwde in 1260 met markgraaf Koenraad I van Brandenburg.
- Euphrosina (circa 1247/1250 - 1298), werd abdis in het Sint-Claraklooster van Trebnitz.
- Anna (1253 - na 1295), werd abdis in het klooster van Owińska.
- Euphemia (1253 - 1298), werd zuster in het Sint-Claraklooster van Breslau.
- Przemysł II (1257 - 1296), hertog van Groot-Polen en groothertog en koning van Polen.